# 顧𤩰
顧𤩰（？—？）（顧瑮），字英玉，直隸應天府上元縣匠籍蘇州府吳縣人，明朝政治人物。

## 生平
正德八年（1513年）癸酉科應天鄉試舉人，九年（1514年）中式甲戌科二甲第七十名進士。授南京兵部主事，升郎中，嘉靖元年（1522年）官河南许州知州。五年出為河南按察司信陽兵备副使。